# Blair Bann
Blair Cameron Bann (ur. 26 lutego 1988 w Edmonton) – kanadyjski siatkarz, reprezentant Kanady, grający na pozycji libero.

## Sukcesy klubowe
Liga francuska:
- 2019

Puchar Niemiec:
- 2022[4]

Liga niemiecka:
- 2022[5], 2023[6]

## Sukcesy reprezentacyjne
Puchar Panamerykański:
- 2009

Mistrzostwa Ameryki Północnej, Środkowej i Karaibów:
- 2015
- 2013[7]
- 2017, 2019

Liga Światowa:
- 2017

## Nagrody indywidualne
- 2011: Najlepszy broniący Igrzysk Panamerykańskich
- 2013: Najlepszy przyjmujący Mistrzostw Ameryki Północnej, Środkowej i Karaibów[8]
- 2017: Najlepszy libero Ligi Światowej